# 聖羅薩縣 (卡塔馬卡省)

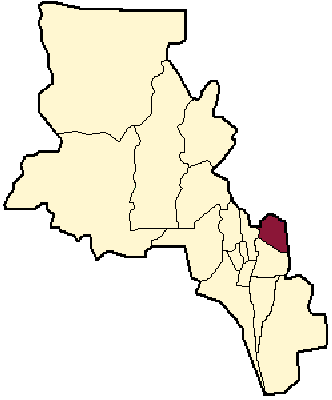

28°6′S 65°19′W / 28.100°S 65.317°W
聖羅薩縣（西班牙語：Departamento Santa Rosa），是阿根廷的縣份，位於該國西北部卡塔馬卡省，首府設於巴尼亞多德奧萬塔，面積1,424平方公里，2010年人口12,034，人口密度每平方公里8.45人。